# Ljudmaskering
Ljudmaskering i modern tappning handlar främst om att maskera mänskligt tal. Det görs genom att tillsätta ett extra ljud som speglar det mänskliga talet. Användningsområden är främst öppna kontorslandskap, miljöer där sekretess fordras såsom banker, apotek, väntrum, polis etc. Den modernaste ljudmaskeringen idag består av små högtalare som placeras i det aktuella utrymmets tak och som sänder ett maskeringsljudet. Ljudet påminner mest om vindens ljud men ligger med sin styrka inom de frekvensområden, 1 000 - 4 000Hz, där det mänskliga talet är som mest uppfattningsbart.
Effekten av ljudmaskering är att man inte uppfattar vad som sägs på avstånd från ca fem m och uppåt. Ljudet i sig är så anonymt att det inte ger upphov till störning eller irritation. Ljudmaskering som teknik har använts i många år i USA och på senare år har det även spridit sig till Europa.